# Cyrtanthus huttonii
Cyrtanthus huttonii är en amaryllisväxtart som beskrevs av John Gilbert Baker. Cyrtanthus huttonii ingår i släktet Cyrtanthus, och familjen amaryllisväxter. Inga underarter finns listade i Catalogue of Life.